# Roflumilaste
Roflumilast é um fármaco que impede os agravamentos da doença pulmonar obstrutiva crônica grave (DPOC), além do tratamento de condições inflamatórias do pulmão. Trata-se de um inibidor da enzima PDE4. Foi sintetizado em 1993 por Hermann Amschle.